# Laccobiini
Tribu
Synonymes
Oocyclini Hansen, 1991
Les Laccobiini sont une tribu de coléoptères de la famille des Hydrophilidae et de la sous-famille des Hydrophilinae.

## Genres
- Afrotormus
- Arabhydrus
- Hydrophilomima
- Laccobius
- Oocyclus
- Ophthalmocyclus
- Pelthydrus
- Scoliopsis
- Tormus
- Tritonus